# Perui macskanyúl
A perui macskanyúl (Lagidium peruanum) az emlősök (Mammalia) osztályának a rágcsálók (Rodentia) rendjébe, ezen belül a csincsillafélék (Chinchillidae) családjába tartozó rágcsálófaj, amely Peruban, Chilében és Bolíviában él, 5000 méter tengerszint fölötti magasságig.
Az állat a Lagidium emlősnem típusfaja.

## Előfordulása és életmódja
A perui macskanyúl Peru középső és déli részén, valamint Chile északi területein honos és a Titicaca-tó bolíviai oldalán is megfigyelték. 300 m-től egészen 5000 méter tengerszint fölötti magasságig felhatol, egészen a hóhatárig. A sziklás, köves területeket kedveli, ahol a meredek csúcsokon a ragadozók kevésbé férhetnek hozzá. Kiválóan ugrik felfelé a sziklákon. A ragadozómadarak elől sziklaüregekbe rejtőzik. Nagy kolóniákban él, amelyek néha elérhetik a 80 főt is; ezen belül a 2-5 egyedből álló családok közös üreget osztanak meg egymással.
Növényevő, különböző fűféléket, gyökereket, magvakat eszik. Párzási időszaka október-novemberre esik. A nőstény 140 napos vemhesség után általában egy kölyköt hoz a világra. A kölyök nyolchetes koráig tejjel táplálkozik, utána fokozatosan áttér a növényi táplálékra. Fogságban húsz évig is élnek.
A perui macskanyúlra főleg az andesi hegyimacska, a csíkos pampamacska és a culpeo vadászik.

## Alfajai
- Lagidium peruanum peruanum Meyen, 1833
- Lagidium peruanum arequipe Thomas, 1907
- Lagidium peruanum inca Thomas, 1907
- Lagidium peruanum pallipes Bennett, 1835
- Lagidium peruanum punensis Thomas, 1907
- Lagidium peruanum saturata Thomas, 1907
- Lagidium peruanum subrosea Thomas, 1907

## Megjelenése

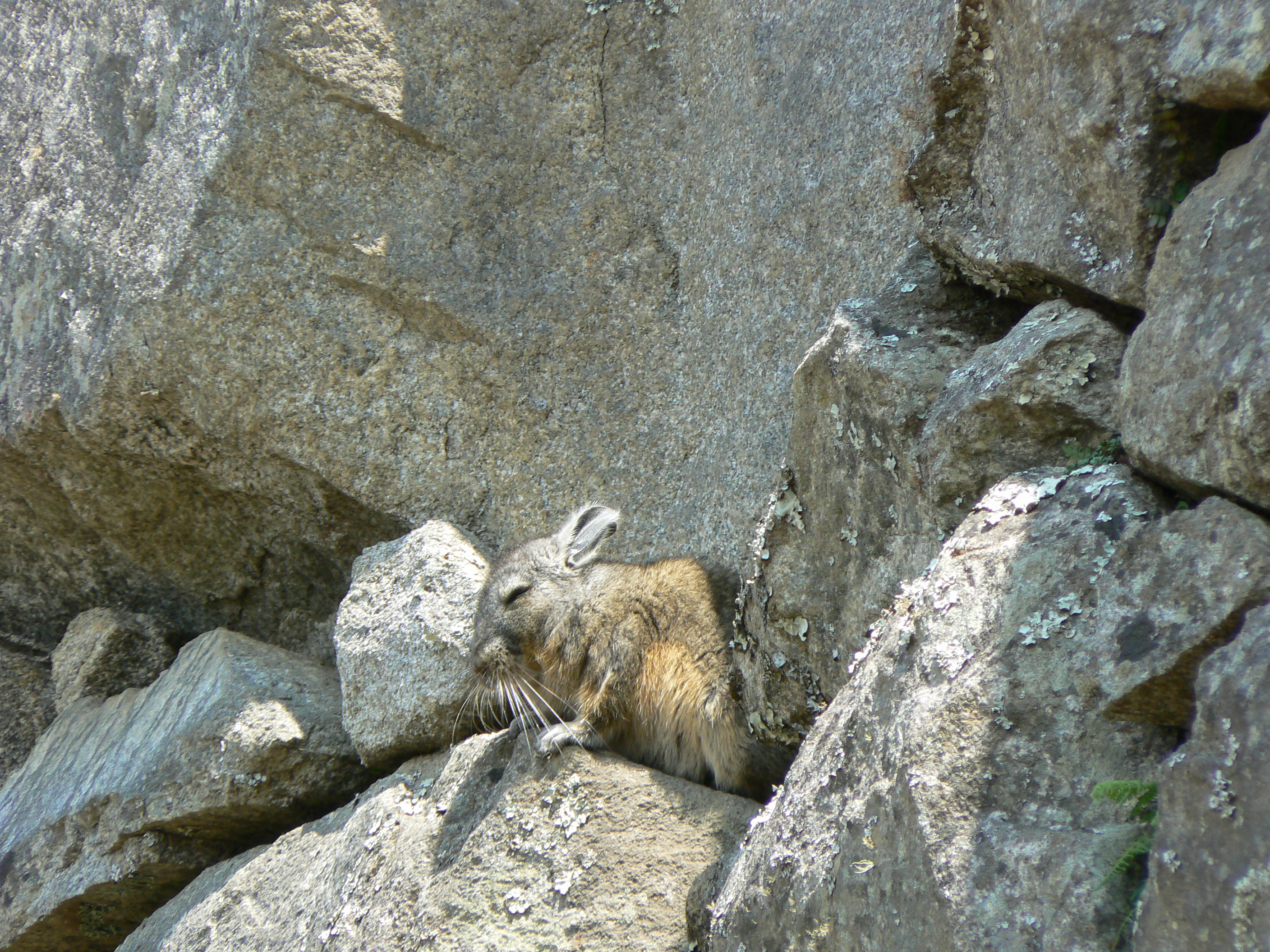
Perui macskanyúl Machu Picchunál

A perui macskanyúl testhossza 30–45 cm, amihez még hozzájárul majdnem ugyanilyen hosszú, felső részén bozontos, spirálisan összetekerhető farka. A felnőtt egyedek súlya 0,9-1,6 kg között változik. Méretre és testalkatra az üregi nyúlra hasonlít, ám hátsó lábai jelentősen hosszabbak. Fülei kb. 8 cm hosszúak, hegyük lekerekített, külső részük gyéren szőrös, belső felük csupasz. Bundája sűrű és puha, csak a hosszú farokszőrök durvábbak. Szőrszálainak töve fehér, csúcsa sárgábarna-piszkosfehér; az állat színe összességében hamuszürke, oldalain sárgásbarna. A magashegyekben élő egyedek inkább barnák, az alacsonyabb területeken pedig sötétszürke macskanyulak élnek. Fekete bajuszsörtéi feltűnően hosszúak.

## Természetvédelmi helyzete
Bár régebben tömegesen vadászták a prémje miatt, és ma is vadásznak rá a húsáért, a perui macskanyulak létszáma elterjedési területükön belül stabilnak mondható. A Természetvédelmi Világszövetség Vörös listáján "nem fenyegetett" státusszal szerepel.

### Fordítás
Ez a szócikk részben vagy egészben  a   Northern viscacha című angol Wikipédia-szócikk ezen változatának fordításán alapul.  Az eredeti cikk szerkesztőit annak laptörténete sorolja fel. Ez a jelzés csupán a megfogalmazás eredetét és a szerzői jogokat jelzi, nem szolgál a cikkben szereplő információk forrásmegjelöléseként.